# 日本基督教団大分教会
日本基督教団大分教会（にほんきりすときょうだん おおいたきょうかい）は、大分県大分市にあるメソジスト系の日本基督教団の教会である。

1887年にアメリカ・メソジスト監督教会の宣教師デヴィソンが長崎から巡回に来た時、町の英語教師を要請した。

神戸在住のW・R・ランバスはこの要請を受け、1888年3月からアメリカ南メソジスト監督教会の宣教師B・W・ウォーターズ、6月からはS・H・ウェンライトが着任した。

ウェンライト夫妻は大分中学校での教師の傍ら、自宅を開放して聖書研究を行った。

8月下旬から24名が洗礼を受けた。1888年には大分南美以教会が設立された。

その中には、釘宮辰生、柳原浪夫、久留島武彦、林清光らがいた。

1889年12月にはランバスらの指導により大分リバイバルが起こる。

その後、ウェンライトは関西学院に移り、A・W・ウィルソンが来任する。

1891年に宣教師館、1894年に会堂、1904年に牧師館が新築された。

1907年にはアメリカ・メソジスト監督教会の婦人宣教師I・M・ウォースが着任し、愛隣幼稚園を設立する。

1918年に大分開教30周年記念を行い、日本基督教会、日本聖公会と協力伝道を行う。

1945年、戦災で会堂を焼失するが（大分空襲）、1949年に再建する。

1962年に現在地に新会堂を建設する。

## 歴代牧師
- 今田参
- 林清光
- 柳原浪夫
- 中村金次
- 日野原善輔
- 浜崎次郎
- 大石繁治